# Anastrepha alveata
Anastrepha alveata är en tvåvingeart som beskrevs av Stone 1942. Anastrepha alveata ingår i släktet Anastrepha och familjen borrflugor. Inga underarter finns listade i Catalogue of Life.